# Étang Saumâtre
L’étang Saumâtre connu également sous le nom de lac Azuéi ou lago del Fondo est le plus grand lac de la république d'Haïti. 

## Géographie
Cette étendue d'eau d'une superficie de 170 km², est située à une trentaine de kilomètres à l'Est de la capitale Port-au-Prince, au sud-est d'Haïti dans la plaine du Cul-de-Sac. Par endroits, la frontière dominicaine passe à une centaine de mètres des rivages nord du lac, sans toutefois les atteindre : le lac est entièrement haïtien.
Le lac doit son nom à son eau saumâtre, héritage d'une époque durant laquelle la plaine du Cul-de-Sac formait un bras de mer, qui se retira lors du soulèvement Oligo-miocène. Le retrait de celui-ci serait dû à un comblement de l'isthme par les dépôts fluviaux du Yaque del Sur (République dominicaine). Dans cette région, située actuellement en dessous du niveau de la mer, l'eau fut piégée dans les points les plus bas de la dépression donnant naissance à des lacs d'eau saumâtre.
L'étang Saumâtre est alimenté par plusieurs cours d'eau, notamment par la rivière Blanche. Son principal émissaire est le canal de Boucanbrou qui le relie au lac du Trou Caïman et ensuite au golfe de la Gonâve
Le lac salé est entouré de prairies et de cactus.
La faune comprend des espèces d'oies et de canards sauvages, ainsi que des flamants roses et des crocodiles américains.

## Images

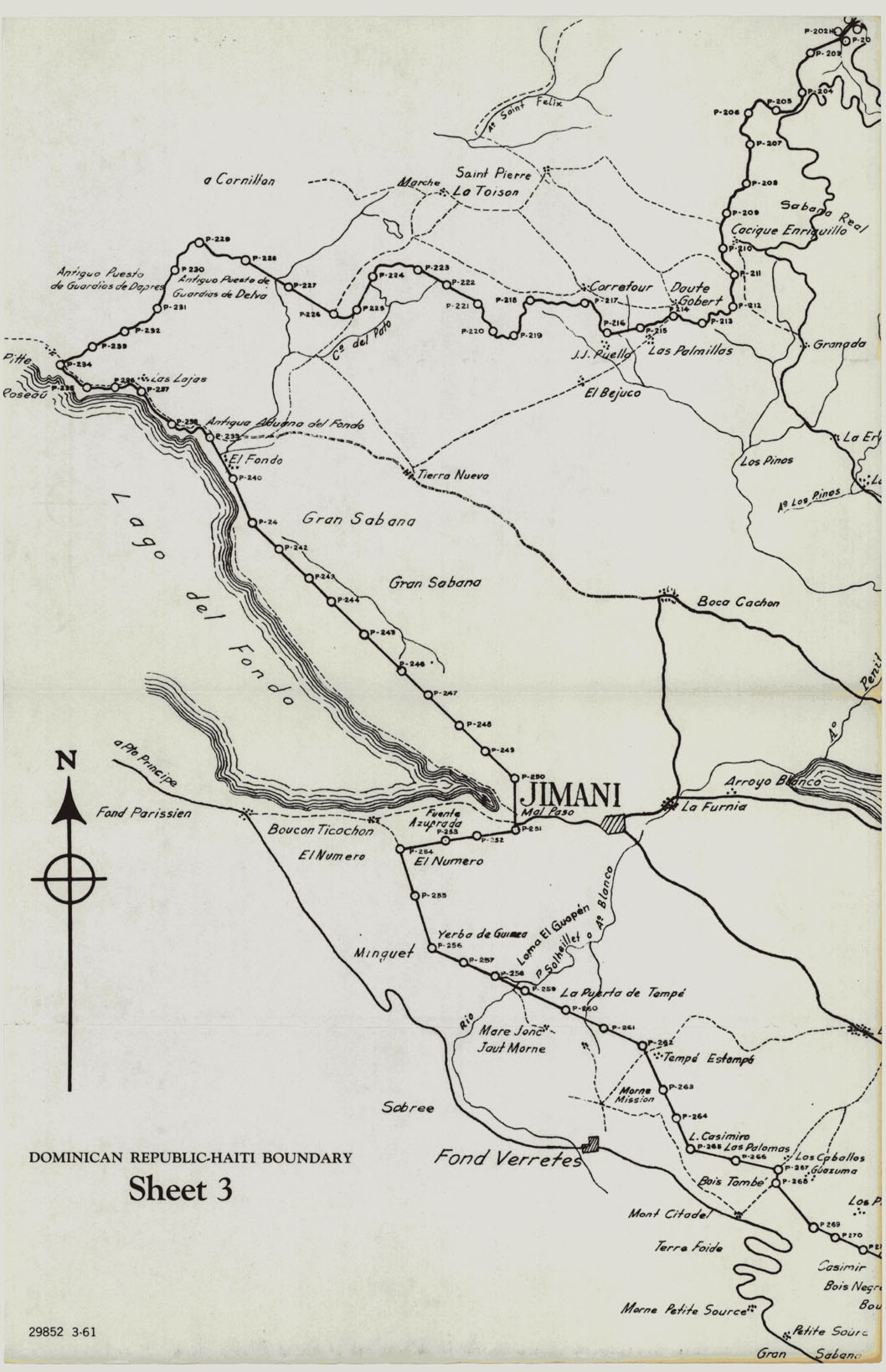
L'étang Saumâtre (lago del Fondo) et la frontière
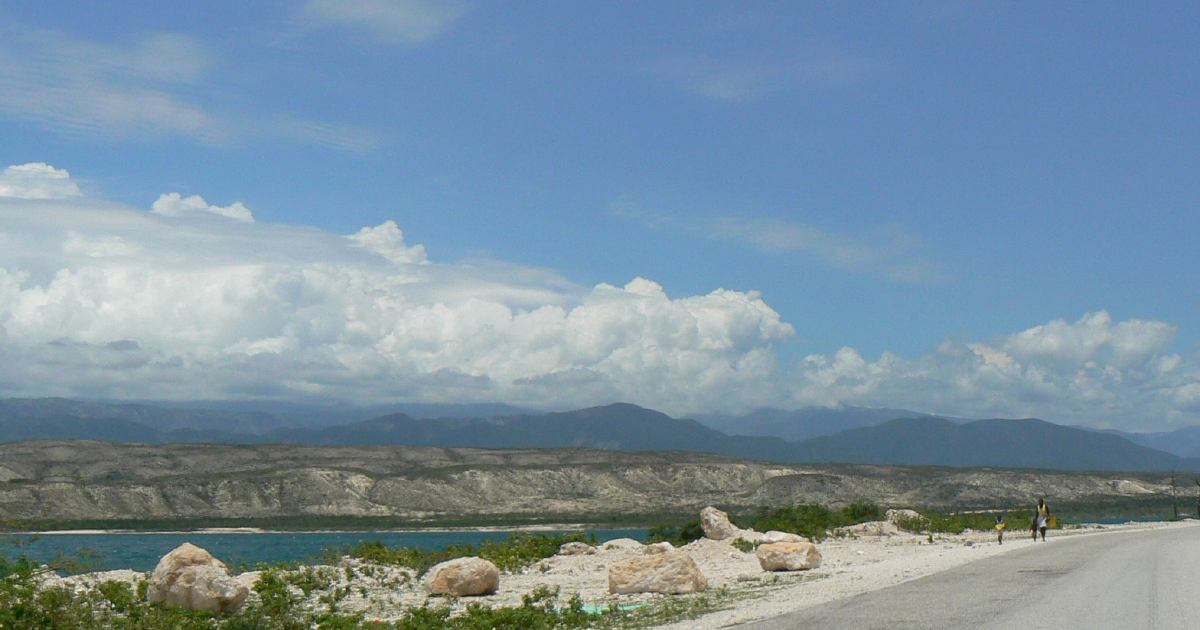
Vue partielle de l'étang Saumâtre à Haïti
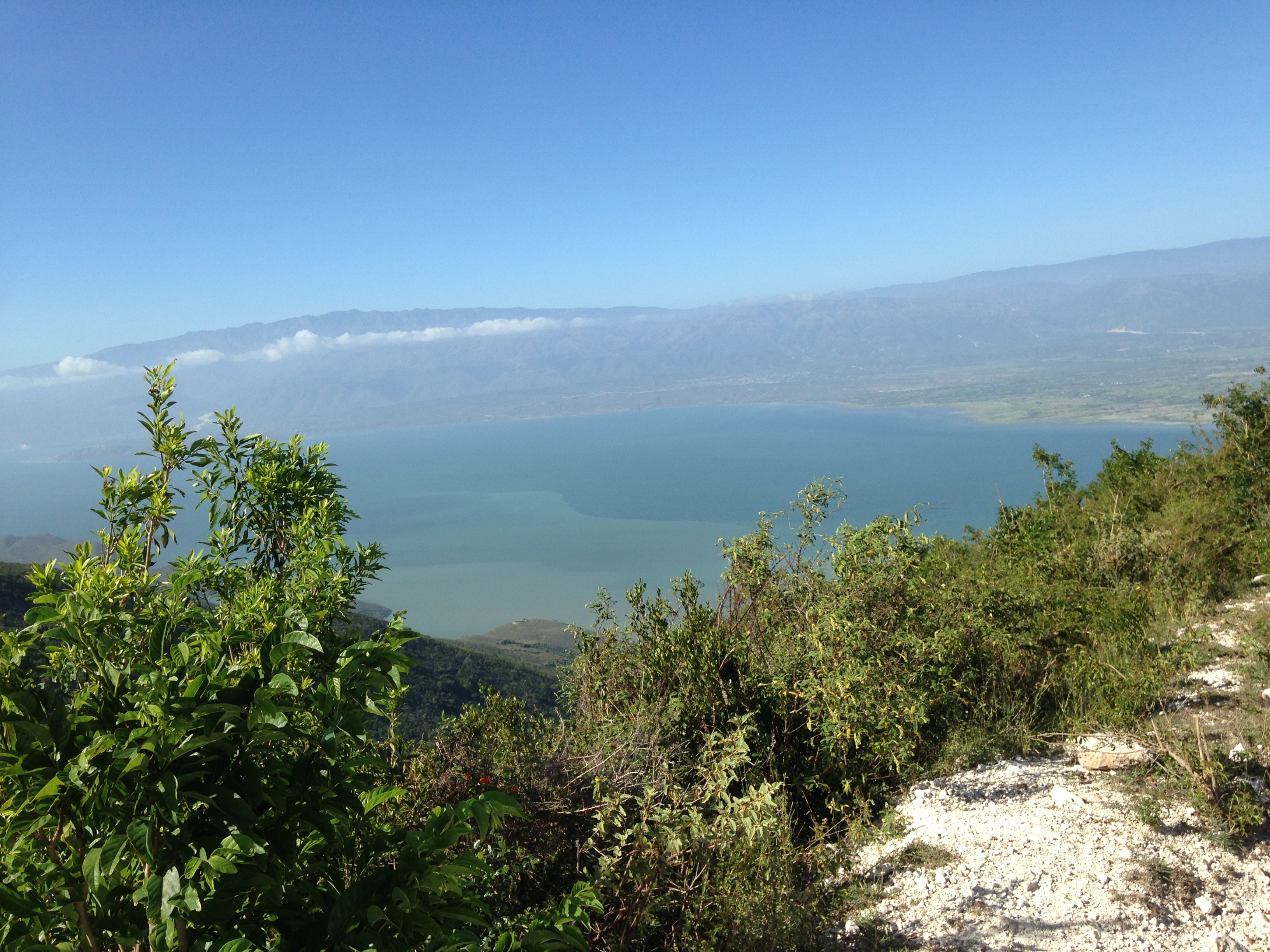
Autre vue des montagnes